# Traulia sumatrensis
Traulia sumatrensis är en insektsart som beskrevs av Bolívar, I. 1898. Traulia sumatrensis ingår i släktet Traulia och familjen gräshoppor. Inga underarter finns listade i Catalogue of Life.